# Museo civico (Bolzano)
Il Museo civico di Bolzano (in tedesco Stadtmuseum Bozen) con sede a Bolzano è un museo di rilevanza provinciale. È il più antico museo dell'attuale Alto Adige ed è diretto dalla Ripartizione cultura dell'amministrazione comunale. Dal 2003 è parzialmente chiuso per una lunga opera di restauro che ne prevede anche l'ampliamento, mai iniziato però; solo il piano rialzato ospita periodicamente delle mostre.

## Punti di interesse
Il museo è organizzato in aree tematiche che raccontano l'archeologia, l'arte e la cultura popolare tirolese. L'offerta varia dai reperti archeologici, alle testimonianze di arte medievale, gotica, barocca, oggetti tradizionali e di artigianato tirolese, derivanti soprattutto dall'importante raccolta etnografica Karl Wohlgemuth. Il museo è completato da una biblioteca specializzata in archeologia e in arte locale, mentre l'archivio storico cittadino, depositato presso il Museo fino al 2001, è stato trasferito in una nuova sede e ivi valorizzato.

## Storia
Il museo nasce nella seconda metà del XIX secolo con la fondazione della Società del Museo (Museumsverein Bozen) nel 1883, che aveva lo scopo di raccogliere documenti e opere d'arte locali in modo da salvaguardare il passato e la cultura tradizionale dalle novità apportate dalla rivoluzione industriale che in quel periodo aveva mutato i comportamenti della società mondiale. La Società del Museo era appoggiata da membri del partito conservatore, mentre l'amministrazione cittadina era in mano ai liberali. Nonostante ciò l'amministrazione cittadina fece costruire una sede museale inaugurata nel 1905 dove poter raccogliere gli oggetti conservati dalla società in locali meno adatti. Durante il fascismo le attività del museo, simbolo del germanesimo, erano strettamente controllate e addirittura rischiò la chiusura. L'edificio stesso fu parzialmente rifatto, abbattendone la torre ed elimando i caratteristici merli e le torrette, per adeguarlo ai canoni estetici italiani, e la sistemazione interna fu, su iniziativa del direttore Wart Arslan chiamato a Bolzano nel 1935 a sostituire il suo predecessore Karl Maria Mayr, largamente modificata ai sensi della politica culturale fascista. Il personale del museo di lingua tedesca fu sostituito da esponenti culturali vicino al Partito Nazionale Fascista. Nel secondo dopoguerra il museo affascinò lo scrittore italiano Pier Paolo Pasolini, alla ricerca di ambienti adatti per il suo Il Decameron nel 1970.

## L'edificio
Il museo ha sede in un edificio in stile storicista costruito tra il 1902 e il 1904 su progetto dell'architetto locale Karl Delug che trasformò il palazzo medievale Hurlach preesistente, tra l'ecclettica via Cassa di Risparmio e via Museo alla quale dà il nome. La costruzione è costituita da elementi architettonici tipicamente tirolesi con torre merlata, Erker e un grande portale. Fra il 1934 e il 1937 l'edificio subì un intervento di "italianizzazione" come la sede della Cassa di Risparmio di Bolzano situata di fronte: venne abbattuta la torre merlata con la giustificazione di rendere migliore la vista verso la Mendola ed il monumento alla Vittoria, la stessa sorte fece la caratteristica cupola a cipolla sull'angolo fra via Museo e via Cassa di Risparmio. Tra il 1993 e il 1994 venne ricostruita la torre merlata, mentre la cupola a cipolla non venne ripristinata. Dal 2003 sono in corso lavori di restauro con l'inaugurazione di una nuova moderna parte che troverà spazio nell'area dell'attuale cortile. Nel 2023, il prolungato stato di abbandono del museo e delle sue raccolte è stato pubblicamente criticato.